# Horolezecké lano

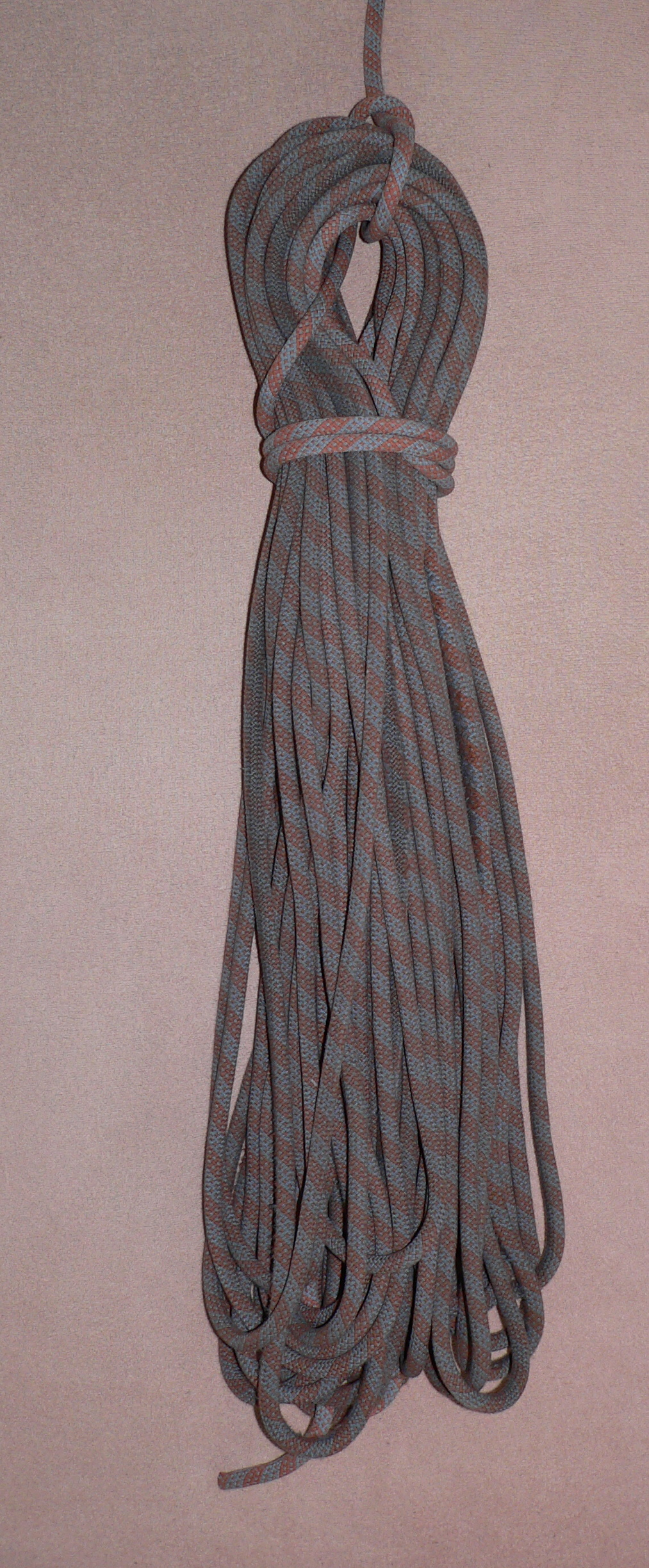
Jednoduché horolezecké lano průměru 9.8 mm od firmy Lanex

Horolezecké lano slouží lezci k jištění při výstupu v těžkém horském terénu, při sportovním lezení na cvičných stěnách, lezení na ledu a pro další outdoorové aktivity, kde je nutné chránit osoby proti pádu. Jsou využívána i pro slaňování (sestup pomocí lana) v místech, kde nelze použít klasický sestup z výšky – např. skalní (nebo jinou) stěnou, vodopádem, propastí, šachtou nebo z vrtulníku.
Dnešní horolezecká lana jsou zhotovena z polyamidu, který má výborné pevnostní parametry, ale hlavně je jako jediný schopen efektivně tlumit rázové síly, které vznikají při zachycení pádu lezce. Tzv. dynamická lana jsou konstruována jako pletená s jádrem a opletem (systém Kernmantel).
Obdobnou konstrukci má i statické lano (lano s nízkou průtažností), které má při zatížení menší průtažnost a tím i výrazně menší schopnost tlumení rázových sil. Statické lano najde uplatnění při budování lanovek a statických jištění, používá se také jako lano pracovní.

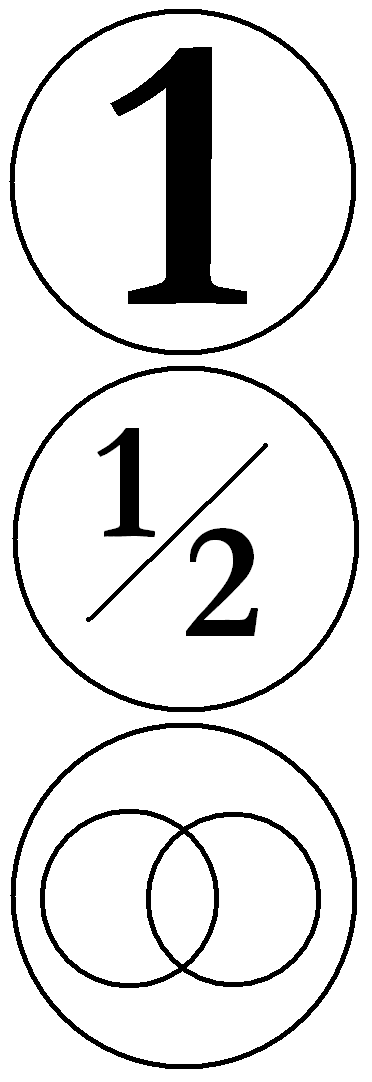
Značení jednoduchých, polovičních a dvojitých lan.

## Rozdělení horolezeckých lan
Dělení dle Franka a Kubláka:

### Podle pružnosti
- Dynamická lana – jejich stěžejním faktorem je průtažnost (dynamické prodloužení), jež nesmí překročit 40 % při prvním normovém pádu, zároveň ale rázová síla nesmí překročit 12 kN. Statická průtažnost (při zátěži 80 kg) bývá v rozmezích 5–10 %. Jejich použití je především v horolezectví, kde jsou pro lezení "na prvním" jedinou možností. Jejich pružnost totiž postupně pohlcuje kinetickou energii horolezce a tím zabraňuje rizikům způsobeným velkým přetížením v okamžiku zachycení pádu. Těmito riziky mohou být vážná vnitřní zranění, poškození páteře při uvázání lana pouze na sedací úvazek nebo selhání některých částí jistícího systému (štand, postupové jištění, úvazek, lano...). Kromě průtažnosti je důležitým údajem dynamického lana počet normovaných pádů, jež by mělo lano vydržet, jsou udávány výrobcem. Normy dynamických lan: EN 892, ČSN EN 892, UIAA 101.
- Statická lana – mají nižší statickou průtažnost než dynamická lana (do 5 %), ale výrazně nižší průtažnost dynamickou. Používají se hlavně jako pracovní lana, užití mají také ve speleologii a v záchranářství, v případech, kdy pružení lana není žádoucí. V horolezectví se používají zřídka, například na vytahování zásob. Jsou levnější než dynamická lana. Použití statického lana při jištění prvolezce je smrtelně nebezpečné!.

Existují i jiné druhy lan, například statodynamické, superstatické, nebo lana specializovaná na různé konkrétní činnosti, jako speleologie, canyoning a podobně.

### Z hlediska způsobu jištění
- Jednoduché lano (anglicky single rope). Označuje se symbolem jedničky v kroužku. Průměr bývá mezi 9–11 mm. Používá se především v bezpečnějším terénu, kde nehrozí poškození lana například pádem kamene nebo přeříznutí přes ostrou skalní hranu, například na umělých stěnách a sportovních lezeckých lokalitách. Podle norem UIAA převzatých i do našeho normového systému, se jednoduché lano testuje pádem 80 kg závaží do jednoho pramene, musí vydržet minimálně 5 normovaných pádů, síla při zachycení pádu je maximálně 12 kN.
- Poloviční lana (anglicky half rope), také tzv. „půlky". Označují se symbolem ½ v kroužku. Jejich průměr je menší než u jednoduchých lan (bývá v rozmezí kolem 7,5–9 mm). Poloviční lana se používají vždy ve dvojici a postupové jištění se zakládá střídavě. To znamená, že se jištění založí nejdříve pro jedno lano a v při další příležitosti k zajištění se do jištění "cvakne" lano druhé. To eliminuje tření lan zvláště v případech, kdy cesta kličkuje. Pak se jedno lano cvaká do levých jištění, druhé do pravých. Nikdy se do karabiny postupového jištění nevkládají oba prameny lan naráz, protože díky tomu, že nejsou lana vedena stále paralelně a při pádu se každé napíná jinak, mohla by se vzájemným třením pod zatížením přepálit. Pokud je třeba zapnout obě poloviční lana do jednoho jisticího bodu, je třeba použít dvou samostatných karabin. Dynamické prodloužení polovičního lana není dimenzované na pád člověka do jediného pramenu. Při střídavém jištění se musí rovněž dbát na to, aby se prameny lan nekřížily, mohlo by dojít při pádu k jejich přepálení. Jištění se provádí oddělenými polovičními uzly na dvou karabinách, nebo pomocí jisticí pomůcky umožňující vložení dvou nezávislých lan. Použití polovičních lan předchází nehodám způsobeným přeříznutím lan na ostrých skalních hranách nebo jejich přeseknutím padajícím kamením, používají se proto hlavně v horských podmínkách. Poloviční lano se testuje pádem závaží 55 kg do jediného pramene, pádová síla nesmí překročit 8 kN, lano musí vydržet nejméně 5 normovaných pádů. Při lezení tříčlenného družstva lze s použitím polovičních lan použít taktiku, kdy leze prvolezec navázán na obou lanech, druholezci jsou každý na jednom laně. Prvolezec pak dobírá oba druholezce současně a postup trojice takto není pomalejší, než u dvoučlenného družstva.
- Dvojitá lana (anglicky twin rope), také tzv. „dvojčata“. Průměr mívají kolem 8 mm. Označují se spojenými „prstýnky“ v kroužku. Používají se výhradně ve dvojici, a to tak, jako by se jednalo o jediné lano. To znamená, že se, na rozdíl od polovičních lan, do karabin postupového jištění vkládají oba prameny zároveň. Střídavě být zakládána nesmí. Dvojčata se používají stejně jako poloviční lana v méně bezpečném terénu. Dvojitá lana se testují pádem závaží 80 kg do dvou pramenů lana, pádová síla nesmí překročit 12 kN, soustava dvojčat musí vydržet minimálně 12 normovaných pádů.

Poznámky
- Vedle vyšší bezpečnosti mají poloviční a dvojitá lana výhodu dvojnásobné délky při slaňování. Pro tento účel se lana na jednom konci svazují tzv. vůdcovským uzlem.
- Uvedené průměry lan jsou pouze orientační. Vzhledem k rychlému vývoji materiálu se průměry jednotlivých druhů lan neustále snižují.
- V dnešní době je většina polovičních lan zároveň certifikována jako dvojčata, vzájemný rozdíl se tedy smývá. Existující dokonce lana, která jsou certifikována pro použití všemi třemi způsoby.

### Podle délky
Zatímco na umělých stěnách obvykle stačí délka 30 až 40 metrů, ve skalním a horském terénu je většinou potřeba alespoň 50 a víc metrů. Horské a vícedélkové cesty se zajištěnými štandy bývají zpravidla dimenzovány na určitou délku lana, například 60 m.[zdroj?]

### Podle povrchové úpravy
Horolezecká lana bývají vystavována náročným podmínkám, jako je například voda, sníh, led nebo písek, jež způsobují postupné mechanické a chemické opotřebení. V zimních podmínkách je například běžné, že lano zvlhne a voda v laně následně zmrzne, čímž může dojít ke zhoršení vlastností materiálu a horší manipulaci s lanem.
Výrobci proto nabízejí různé úpravy povrchu a impregnace zabraňující navlhnutí nebo vniku nečistot skrz oplet. Existují také lana vyráběná speciálně pro lezení na umělých stěnách (tzv. indoor).

## Materiál
Horolezecká lana byla v minulosti (cca do 60. let 20. století) vyráběna z přírodních materiálů (např. konopí, sisal, bavlna). Tato lana měla výrazně menší dynamickou pevnost a byla náchylná k hnilobě. Od průmyslového zavedení polyamidových vláken se již tyto materiály téměř neužívají.
K zlepšení vlastností horolezeckých lan se provádí různé chemické úpravy jejich vláken. Hlavně jsou chráněna proti vlhkosti, oděru a nečistotám.
Problematickou úpravou je ošetření repelentem Autan, který způsobí zvýšení poču normových pádů o 50 % a současně značné zvýšení tvrdosti.
Někdy se provádí i chemické úpravy ke zhoršení jejich vlastností, jako například značení středu lana koncovými uživateli prostřednictvím permanentních značkovačů. Podle sdělení Bezpečnostní komise UIAA testy prokázaly snížení jejich pevnosti, přesněji řečeno počtu normových pádů, až o 50 %.

### Péče o lano
Lano by neměla přijít do styku s žádnými chemikáliemi (zejména kyselinami, organickými rozpouštědly a oleji), ani jejich výpary. Pokud dojde ke kontaminaci, doporučuje se lano vyřadit, protože poškození nemusí být vůbec patrné. Názory na oleje se ovšem liší, například německá firma Edelrid považuje i minerální oleje za prakticky zcela neškodné.
Špinavé lano se může prát ručně ve vodě do 30 °C, použít jemné mýdlo nebo speciální čisticí prostředek na lana, dobře propláchnout čistou vodou a sušit mimo přímé slunce a zdroje tepla.

## Pádový faktor
Horolezecká lana se zkouší absolvováním normových pádů na zkušebním pádostroji při pádovém faktoru přibližně 1,7.
Např. zkoušené jednoduché lano musí bez přetržení absolvovat 5 normových pádů se zkušebním závažím z pevné hmoty (ocel, beton) o hmotnosti 80 kg.
U dynamických horolezeckých lan není udávaná statická pevnost, ale je udávána pevnost dynamická – počet zachycených normových pádů.